# Liste der Monuments historiques in Demange-Baudignécourt
Die Liste der Monuments historiques in Demange-Baudignécourt führt die Monuments historiques in der französischen Gemeinde Demange-Baudignécourt auf.

## Liste der Objekte
| Bezeichnung                                             | Beschreibung                                                                            | Standort                                       | Kennzeichnung | Schutzstatus | Datum | Bild |
| ------------------------------------------------------- | --------------------------------------------------------------------------------------- | ---------------------------------------------- | ------------- | ------------ | ----- | ---- |
| Kruzifix                                                | Holz, farbig gefasst, 17. oder 18. Jahrhundert                                          | Baudignécourt, in der Kirche St-Laurent (Lage) | PM55001561    | Inscrit      | 2000  |      |
| Pietà                                                   | Kalkstein, farbig gefasst, erste Hälfte des 17. Jahrhunderts                            | Baudignécourt, in der Kirche St-Laurent (Lage) | PM55000102    | Classé       | 1981  |      |
| Monstranz                                               | Silber, vergoldet, Glas, 1862 von Antoine Jolivet                                       | Baudignécourt, in der Kirche St-Laurent (Lage) | PM55001559    | Inscrit      | 1999  |      |
| Grüner Ornat                                            | Kasel, Stola, Manipel, Kelchvelum und Bursa; Seide, bestickt, Ende des 18. Jahrhunderts | Baudignécourt, in der Kirche St-Laurent (Lage) | PM55001560    | Inscrit      | 2000  |      |
| Skulptur Heiliger Remigius                              | Eichenholz, farbig gefasst, Anfang des 16. Jahrhunderts                                 | Demange-aux-Eaux, in der Kirche St-Remi (Lage) | PM55001183    | Classé       | 1997  |      |
| Gemälde Der Tod von Eduard V. und Richard of Shrewsbury | Ölfarbe auf Leinwand, Holzrahmen, 1885 von Charles Albert Pesnelle                      | Demange-aux-Eaux, in der Mairie (Lage)         | PM55002694    | Classé       | 2014  |      |
| Adlerpult                                               | Holz, bemalt, 18. Jahrhundert                                                           | Demange-aux-Eaux, in der Kirche St-Remi (Lage) | PM55000209    | Classé       | 1907  |      |